# دنيس كيني
دنيس كيني هو سياسي أمريكي، ولد في 17 أغسطس 1965 في دايتون في الولايات المتحدة. نشط حزبياً في الحزب الديمقراطي. وقد انتخب عضو مجلس نواب كنتاكي ‏.

## وصلات خارجية
- الموقع الرسمي